# Costa de' Nobili
Costa de' Nobili é uma comuna italiana da região da Lombardia, província de Pavia, com cerca de 370 habitantes. Estende-se por uma área de 11 km², tendo uma densidade populacional de 34 hab/km². Faz fronteira com Corteolona, Pieve Porto Morone, San Zenone al Po, Santa Cristina e Bissone, Spessa, Torre de' Negri, Zerbo.

## Demografia
| Variação demográfica do município entre 1861 e 2011                               |
|                                                                                   |
| Fonte: Istituto Nazionale di Statistica (ISTAT) - Elaboração gráfica da Wikipedia |